# Lietavská Svinná-Babkov
Lietavská Svinná - Babkov (en hongrois : Litvaszinye-Babkó) est une commune de la région de Žilina, en Slovaquie.

## Histoire
La première mention écrite du village date de 1393.

## Démographie

### Évolution de la population
| Année:               | 1994. | 2004.   | 2014.   | 2024.   |
| -------------------- | ----- | ------- | ------- | ------- |
| Nombre de personnes: | 1491  | 1562    | 1714    | 1725    |
| Différence:          |       | +4,76 % | +9,73 % | +0,64 % |

| Année:               | 2023. | 2024.   |
| -------------------- | ----- | ------- |
| Nombre de personnes: | 1717  | 1725    |
| Différence:          |       | +0,46 % |